# Мансуровский сельсовет (Московская область)
Мансуровский сельсовет — упразднённая административно-территориальная единица, существовавшая на территории Московской губернии и Московской области до 1956 года.
Мансуровский с/с был образован в первые годы советской власти. В 1919 году Мансуровский с/с входил в Никольскую волость Рузского уезда Московской губернии.
9 марта 1921 года Никольская волость была передана в Воскресенский уезд
В 1922 году Мансуровский с/с был упразднён, а его территория включена в Карасинский с/с.
В 1924 году Мансуровский с/с был вновь образован.
По данным 1926 года в состав сельсовета входили деревня Алексеевка, деревня Корсаково, деревня Мансурово, село Петрово-Вырубово, деревня Шебаново, деревня Шейка, а также школа, погост, больница и ветеринарно-агрономический пункт.
В 1927 году из Мансуровского с/с был выделен Петровский с/с.
В 1929 году Мансуровский с/с был отнесён к Воскресенскому району Московского округа Московской области. При этом к немы был присоединён Петровский с/с.
30 октября 1930 года Воскресенский район был переименован в Истринский район.
17 июля 1939 года к Мансуровскому с/с были присоединены Львовский с/с (селения Львово, Меры, Раково и Юркино) и Пироговский с/с (селения Воскресёнки, Егориха, Пирогово и Сорокино).
26 декабря 1956 года Мансуровский с/с был упразднён. При этом его территория была передана в Костровский с/с.